# Brummton-Phänomen
Das Brummton-Phänomen (englisch The Hum oder Taos Hum) bezeichnet die aus vielen Gebieten der Welt berichtete wiederholte Wahrnehmung niederfrequenter Töne oder Geräusche durch einzelne Personen bei zunächst nicht erkennbarer Ursache.

## Beschreibung
Wesentliches Merkmal des Brummton-Phänomens ist das subjektive Wahrnehmen niederfrequenter Töne oder Geräusche, die vermeintlich sicher von außen stammen, denen aber keine akustische Ursache zugeordnet werden kann.
Häufig wird der Brummton beschrieben als ein Geräusch ähnlich einem in der Ferne mit Standgas laufenden LKW-Dieselmotor, weniger häufig als ein gleichmäßiges Brummen wie das einer Trafostation oder eines Zählerkastens, noch seltener als ein Poltern, Tuckern oder Dröhnen in den Ohren oder im Kopf.
Wiederholt haben Brummton-Betroffene ihre Brummton-Wahrnehmungen mit Tongeneratoren nachgestellt. Dadurch wurde bekannt, dass es keinen einheitlichen Brummton gibt. Jeder Betroffene stellte auf meist mehrere unterschiedliche individuelle Frequenzen zwischen ca. 30 und 80 Hz ein. Der Brummton wird weltweit von mindestens zwei Prozent der Bevölkerung wahrgenommen.
Wahrnehmungen eines Brummtons treten häufiger bei Stille und während der Nachtstunden auf. Er wird in geschlossenen Räumen meist lauter wahrgenommen als im Freien. Etwa die Hälfte der Betroffenen nimmt ihn dauernd wahr, die andere Hälfte nur zeitweise. Die Lautstärke wird als schwankend und die Gestalt des Tones als mitunter sprunghaft erlebt. Die Mehrzahl der Betroffenen hat den Eindruck, dass ein wahrgenommener Brummton Schwebungen mit benachbarten externen Tönen erzeugt und dass er direkt nach mehrstündigen Reisen mehrere Tage nicht wahrgenommen werden kann. Über ein Drittel der Betroffenen berichtet, dass der Ton bei bestimmten Kopfbewegungen abrupt aussetzt. Jeder Betroffene empfindet einen individuellen Brummton.

## Geschichte
Die ältesten und häufigsten Berichte über Brummtöne stammen aus Großbritannien, wo erstmals in den 1950er Jahren in den nationalen Medien breit berichtet wurde.
1989 wurde in der Stadt Taos in New Mexico in den USA erstmals über das Brummton-Phänomen berichtet. Aus der Befragung der Einwohner von Taos und Umgebung errechneten Mullins und Kelly, dass mindestens 2 % der Bewohner einen Brummton wahrnahmen. Sie untersuchten in dieser Zeit das Phänomen im Auftrag der Regierung wissenschaftlich mit beachtlichem Aufwand. Die Untersuchungen ergaben, dass Umweltlärm nicht die Ursache für den Taos Hum war, und dass elektromagnetische Quellen der Umwelt höchstwahrscheinlich ebenfalls nicht verantwortlich waren.
In Deutschland gab es in der Zeit zwischen 2000 und 2002 gelegentliche Erwähnungen in den Medien. Der verstärkte Kontakt von Betroffenen führte zur Gründung der Interessengemeinschaft zur Aufklärung des Brummtons e. V. (IGZAB). Sie wurde von 1500 Betroffenen kontaktiert. Ein speziell auf die Beobachtungen einzelner Betroffener ausgelegter Fragebogen wurde verschickt und ausgewertet. Die Ergebnisse sind veröffentlicht.
Nach einer Strafanzeige von 200 Betroffenen gegen Unbekannt wegen Körperverletzung kam es ab 2. Mai 2001 durch das Umweltministerium Baden-Württemberg zu einer Messung mit Spezialgeräten an 13 Orten, bei der keine gemeinsame Ursache gefunden werden konnte.

## Erklärungsmöglichkeiten

### Tinnitus und Ähnlichkeiten mit otoakustischen Emissionen
Jedes Geräusch, das ohne eine äußere akustische Ursache wahrgenommen wird, ist definitionsgemäß Tinnitus. Nach dieser Definition ist der Brummton als Tinnitus zu bezeichnen. Bereits 1940 unterschied Fowler zwischen dem nicht-vibratorischen und vibratorischen Tinnitus. Der vibratorische Tinnitus ist mechanischen Ursprungs und wird wie ein externer Ton gehört. Nur der vibratorische Tinnitus kann Schwebungen mit externen Tönen eingehen und erzeugt keine bleibenden Schäden im Ohr.
Die Mehrzahl der Brummton-Betroffenen beobachtet Schwebungen zwischen ihrem Brummton und einem benachbarten externen Ton. Ist dies der Fall, hat der Brummton signifikant häufiger noch zwei weitere Eigenschaften, nämlich, dass er bei der Rückkehr des Betroffenen von einer Reise erst um Tage verzögert wieder eintritt, oder dass er während bestimmter Kopfbewegungen verschwindet.
Der Brummton hat viele Eigenschaften wie spontane otoakustische Emissionen (SOAEs). Bei beiden wird beobachtet, dass sich deren Frequenzen mit den Jahren erniedrigen, sie als ein Van-der-Pol-System angesehen werden können, welches Schwebungen mit benachbarten externen Tönen erzeugt, dass sie in lokalen Spitzen mit extrem verbesserter Hörfähigkeit auftreten können, sie von ca. 2 % der Bevölkerung als Tinnitus hörbar sind, dass sie mit einer Dosis von ca. 2,4 g Aspirin bereits nach dem ersten Tag beseitigt werden und sie bei bestimmten Kopfbewegungen verschwinden.
Es ist zu erwarten, dass beim Brummton dieselben Strukturen und Prozesse im Innenohr beteiligt sind, die auch für das Auftreten von hörbaren SOAEs verantwortlich sind. Für den normalen Hörprozess verantwortliche Sinnesorgane scheinen dabei in einem begrenzten Frequenz-Bereich nicht optimal abgestimmt zu sein.
Der Brummton kann ebenso wie hörbare SOAEs als vibratorischer Tinnitus bezeichnet werden. Bei beiden befinden sich die mechanischen Oszillationen innerhalb der Hörbahn. Im Gegensatz zu SOAEs ist der Brummton derzeit objektiv nicht messbar. Die heute übliche Einteilung des Tinnitus in subjektiven und objektiven Tinnitus ist zur Einordnung des Brummtons ungeeignet, wenn sie von einer Erkrankung ausgeht, und mechanische Vibrationen, die derzeit objektiv nicht messbar sind, nicht berücksichtigt.
Eine besondere Eigenschaft des Brummtons ist sein vorübergehendes Verschwinden nach Ortsveränderungen. Ob dieses Phänomen auch bei SOAEs auftritt, ist anzunehmen, aber nicht bekannt. Denkbare Ursachen für diese Eigenschaft können eine abrupte Änderung des Luftdrucks, der Erdanziehungskraft, eine anhaltende Einwirkung von Vibrationen oder Lärm sein, für die bekannt ist, dass sie auf das Innenohr einwirken. Andere noch unbekannte Einflüsse sind nicht auszuschließen.

### Lokal extrem gute Hörfähigkeit
Häufig liegt im Bereich des Brummtons eine lokal extrem verbesserte Hörfähigkeit vor. Unter diesen Voraussetzungen können Umweltgeräusche den Höreindruck des Brummtons erzeugen oder einen vorhandenen Brummton verstärken. In diesen Fällen wird der Brummton tatsächlich von externen Tönen erzeugt oder verstärkt.

### Elektromagnetische Felder
Elektromagnetische Felder, die von digitalem Mobilfunk, DECT-Telefonen oder WLAN ausgehen, sind mit großer Wahrscheinlichkeit nicht die Ursache des Brummtons, weil dieser bereits vor deren Erscheinen auftrat. In der Nähe von leistungsstarken gepulsten Hochfrequenzstrahlen oder von Radaranlagen treten bei einigen Personen Höreindrücke auf, die aber dem Wesen des Brummtons nicht ähneln, siehe Frey-Effekt. Andere Effekte in diesem Zusammenhang können jedoch wegen einiger noch ungeklärter Phänomene nicht ausgeschlossen werden.

### Netzbrummen
Netzbrummen bezeichnet eine unerwünschte Schwingung, die von der elektrischen Netzspannung herrührt. Die konkrete Brummfrequenz ist von der Netzfrequenz abhängig und beträgt in Europa in der Fundamentalschwingung 50 Hz. In bestimmten Situationen kann es zu einer Verdopplung der Fundamentalfrequenz im Ton kommen, beispielsweise infolge Gleichrichtung oder beim Brummen von Leistungstransformatoren, deren akustisch wahrnehmbarer Brummton 100 Hz beträgt. 

### Gebäudevibrationen verursacht durch Bodenerschütterungen
Prinzipiell können Brummgeräusche in Gebäuden und Wohnräumen durch leichte Gebäudevibrationen entstehen. Die Erschütterungen selbst können vom Menschen nur gespürt, aber nicht gehört werden. Hörbar ist aber der sekundäre Luftschall, der von schwingenden Wänden abgestrahlt wird. Das Spektrum des hörbaren sekundären Luftschalls entspricht dem der Vibrationen der Wände. Ein Schallspektrum, in welchem tiefe Frequenzen stark überproportional vorhanden sind oder sogar eine einzelne tiefe Frequenz hervorsticht, wird vom Menschen als unnatürlich und störend empfunden.
In Wohnräume übertragene Umweltgeräusche durchlaufen auf ihrem Weg vom Ort ihrer Entstehung (Emissionsort) hin zum Ort ihrer Wirkung (Immissionsort) verschiedene physikalische Tiefpassfilter. Ein Grund hierfür ist die mit abnehmender Frequenz geringer werdende Dämpfung von Geräuschen und Erschütterungen. So ist bekannt, dass sich eine Erschütterung im Erdboden bei halber Frequenz etwa doppelt so weit ausbreitet, bevor eine gleich starke Dämpfung des Schallpegels eintritt. Dies hat zur Folge, dass sich Erschütterungen von ursprünglich rein tieffrequenten Quellen weitgehend ohne wesentliche Abschwächung übertragen oder sich ein ursprünglich breitbandiges Geräuschspektrum tieffrequent einfärbt. Zusätzlich dazu können einzelne tieffrequente Anteile des Spektrums durch Raum- und Wandresonanzen weiter verstärkt werden.
Tieffrequente Körperschallquellen sind Baustellen sowie Industrie- oder Gewerbeanlagen mit drehenden Maschinen hoher Masse und mit hohem Energieumsatz, wie Generatoren, Motoren oder Pumpen. Des Weiteren sind Windkraftanlagen zu nennen, die über ihre Fundamente tieffrequente Bodenerschütterungen verursachen. Eine weitere wichtige Quelle ist Straßen- und Schienenverkehr.
Der bei einer Erschütterungsbelastung vorliegende sekundäre Luftschall kann auf Basis der TA Lärm analysiert werden. Häufig sind die Grenzwerte der TA Lärm trotz anhaltender Beschwerden eingehalten. Es ist jedoch möglich, die Sachlage auch auf Grundlage der Erschütterungsleitlinie messtechnisch zu analysieren. Die Grenzwerte der hier verwendeten Norm DIN 4150-2 sind so definiert, dass sie von vornherein auch die Sekundäreffekte berücksichtigen. Beispielsweise kann die Beurteilungs-Schwingstärke {\displaystyle KB_{FTr}} bereits dann überschritten sein, wenn noch keinerlei taktile Wahrnehmung der eigentlichen Erschütterung wahrnehmbar ist.